# Паскаль Ліссуба
Паскаль Ліссуба (фр. Pascal Lissouba; 15 листопада 1931 — 24 серпня 2020) — конголезький державний і політичний діяч, перший демократично обраний президент Республіки Конго. Очолював уряд за президентства Альфонса Массамба-Деба, займав посади в кабінеті міністрів за правління Маріана Нгуабі. Був звинувачений у причетності до змови та вбивства Нгуабі, надалі його було реабілітовано.

## Біографія

### Ранні роки
Народився в невеликому містечку в департаменті Ніарі, неподалік від габонського кордону. Походив з народності нзабі. Середню освіту здобував у Браззавілі. Вивчав агрономію в Ліцеї Фелікса Фора в Ніцці й сільськогосподарське машинобудування у Вищій школі сільського господарства в Тунісі. Має докторський ступінь з генетики і рослинництва. Працював у паризьких НДІ.
1962 року Паскаль Ліссуба повернувся до Конго, що до того часу вже стало незалежною державою . На батьківщині очолив державну Сільськогосподарську службу.

### Робота в уряді
В серпні 1963 року було повалено прозахідного президента Фюльбера Юлу. Влада перейшла до тимчасового уряду на чолі з лівим політиком Альфонсом Массамба-Деба. Паскаль Ліссуба отримав пост міністра сільського господарства. Після обрання Массамба-Деба президентом на безальтернативних виборах у грудні того ж року Ліссубу було призначено на посаду прем'єр-міністра.
На чолі уряду Ліссуба виступав провідником соціалістичного курсу Массамба-Деба. Було розгорнуто програму націоналізації промисловості, енергетики й торгівлі. Головним зовнішнім партнером Конго став маоїстський Китай, зміцнювались відносини з СРСР і Кубою, але при цьому зберігалось економічне співробітництво з Францією. Велось промислове будівництво, розвивалась соціальна інфраструктура, передусім освіта й охорона здоров'я. Уряд Ліссуби відіграв важливу роль в організації I Всеафриканських ігор 1965 року в Браззавілі.
Паскаль Ліссуба належав до «Групи Мпіла» — неформального кола найближчих соратників Массамба-Деба. Та структура, що об'єднала провідних марксистських ідеологів і технократів, ухвалювала основні політичні рішення, в тому числі щодо політичних репресій та позасудових розправ. Як її представник Ліссуба ніс відповідальність за вбивства противників режиму.
До весни 1966 року змінились політичні розклади в керівництві урядової партії Національний рух революції. Стосунки Паскаля Ліссуби з президентом Массамба-Деба ускладнились. Новим прем'єр-міністром було призначено Амбруаза Нумазалай, опонента Ліссуби.
Залишивши державний пост, Ліссуба зайнявся викладанням генетики та сільськогосподарськими експериментами з вирощування какао та манго.

### За режиму Нгуабі
В липні 1968 року в Конго спалахнула політична криза. Група армійських офіцерів на чолі з Маріаном Нгуабі виступила проти Массамба-Деба. 26 липня Паскаль Ліссуба та троє його однодумців звернулись із відкритим листом до президента. Вони закликали Массамба-Деба не допустити етнічно мотивованих рішень, відстоювати національну єдність, виступили за національну демократію та реформи, а головне — запропонували усвідомити, наскільки в Конго склались умови для соціалістичного будівництва та враховувати не стільки ідеологічні установки, скільки соціальні, економічні та культурні реалії країни (при цьому в тексті містилось посилання на Леніна).
5 серпня 1968 року влада перейшла до Національної ради революції на чолі з капітаном Нгуабі. Паскаль Ліссуба отримав у новому уряді пост міністра планування, потім — міністра сільського господарства. Обіймав ту посаду близько року, до червня 1969.
17 жовтня 1969 року Ліссубу разом з іншими членами «Групи Мпіла» було заарештовано за наказом Нгуабі й піддано суду за звинуваченням у співучасті в убивстві опозиціонерів. Його було виправдано, однак він отримав заборону на політичну діяльність. Після того він повернувся до викладання біології та генетики. Був деканом факультету природничих наук Університету Браззавіля.
В лютому 1972 року після невдалої спроби військового перевороту на чолі з лейтенантом Анжем Діаварою, Паскаля Ліссубу знову заарештували й віддали під суд. Його було засуджено до довічного ув'язнення, однак невдовзі амністовано та введено до складу ЦК урядової Конголезької партії праці. Ліссуба виступив за амністію для всіх політв'язнів, після чого знову був заарештований за участь у Русі 22 лютого. Проте суд виправдав Ліссубу.
Вчергове Паскаля Ліссубу було заарештовано в березні 1976 року під час спроби загального страйку проти політики Нгуабі. Провів в ув'язненні кілька тижнів, після чого його було звільнено.
18 березня 1977 року Маріана Нгуабі було вбито в результаті військової змови. Влада перейшла до Військового комітету партії на чолі з Жоакімом Йомбі-Опанго й Дені Сассу-Нгессо. Відповідальність за вбивство Нгуабі вони поклали на колишнього президента Альфонса Массамба-Деба, розстріляного 25 березня (в подальшому те звинувачення було посмертно знято). Разом із Массамба-Деба заарештували й Ліссубу. Йому загрожував розстріл, але збереження його життя вимагали впливові політики Франсафрики на чолі з президентом Габону Омаром Бонго.
Смертний вирок Ліссубі було замінено на довічне ув'язнення. Він перебував у в'язницях до 1979 року, коли Сассу-Нгессо усунув від влади президента Йомбі-Опанго та провів широку амністію. Після звільнення Паскаль Ліссуба виїхав до Франції. У 1980-их роках Ліссуба займався наукою та викладанням. Працював в Університеті Валь-де-Марн, від 1985 — в африканській дирекції ЮНЕСКО з науки й техніки.

### Президентство
На рубежі 1990/1991 років в Народній Республіці Конго почались політичні реформи. 25 лютого 1991 року президент Сассу-Нгессо скликав Національно-державну конференцію. На тому форумі було ухвалено рішення про відмову марксизму-ленінізму як державної ідеології, перехід до багатопартійної демократії та ринкової економіки, політичної реабілітації Фюльбера Юлу й Альфонса Массамба-Деба. Аналогічні процеси відбувались під впливом радянської перебудови в Анголі, Мозамбіку, Беніні — причому ініціаторами політичних змін формально виступали урядові режими.
Паскаль Ліссуба як колишній прем'єр-міністр брав участь у конференції. Його кандидатуру знову висували на пост голови уряду, однак її не було затверджено. Прем'єром став Андре Нтсатубанту Милонго, якого підтримав Сассу-Нгессо.
На 1992 рік було призначено вільні вибори в Республіці Конго (країні було повернуто колишню назву). Паскаль Ліссуба сформував лівоцентристську партію Панафриканський союз за соціальну демократію та висунув свою кандидатуру в президенти. Його програма пропонувала широку лібералізацію економіки й демократизацію політичної системи, інтенсивний технологічний розвиток промисловості й логістичної інфраструктури.
В першому турі виборів 9 серпня 1992 року Ліссуба зайняв перше місце, виборовши майже 36 % голосів. Його найближчий суперник Бернар Бакана Колелас набрав понад 20 %, а президент Сассу-Нгессо зайняв лише третє місце (менше 17 %). 16 серпня, в другому турі виборів, за Ліссубу проголосували понад 61 % виборців. Таким чином Паскаль Ліссуба став першим президентом Республіки Конго, обраним на демократичних альтернативних виборах.
Вступив на посаду 31 серпня 1992 року. Уряд було створено на базі коаліції ПССД Ліссуби й КПП Сассу-Нгессо.
Політика Паскаля Ліссуби на президентському посту була діаметрально протилежною до його діяльності в урядах Массамба-Деба та Нгуабі. Головною політичною реформою став закон про децентралізацію 1994 року, що розширив права самоврядування регіонів і місцевих громад. Ліссуба всіляко стимулював приватне підприємництво, особливо в легкій і харчовій промисловості.
За рахунок прибутків від видобутку й експорту нафти вживались спроби збалансувати хронічно дефіцитний бюджет. Було укладено кредитну угоду з «Occidental Petroleum». Наполовину девальвовано конголезький франк. За результатами перемовин з МВФ підготовлено План дій з економічного та соціального відновлення, що передбачав масштабну приватизацію й різке урізання державних видатків. Реалізація Плану почалась від кінця 1993 року.
Ліссуба сягнув значних успіхів у макроекономічній стабілізації й активізації бізнесу. Втім ті успіхів були досягнуто за неприйнятну соціальну ціну. Зростання споживчих цін, звільнення в державних компаніях, що приватизувались, спричинили широке невдоволення та страйковий рух. Переміщення вишів та посилення екзаменаційних вимог спровокували студентські заворушення.
Змінилась і зовнішня політика Конго. Зміцнилось співробітництво з Францією та США. Присутність Росії (як правонаступниці СРСР), Куби та Китаю помітно знизилась. Було укладено договір з ізраїльською інвестиційною компанією «Levdan», контрольованою Рафаелем Ейтаном — ізраїльські фахівці займались навчанням президентської охорони. Паскаль Ліссуба запросив до Браззавіля лідера ангольського антиурядового руху УНІТА Жонаса Савімбі та надавав йому активну підтримку. Це спричинило серйозне невдоволення урядового режиму Анголи на чолі з Жозе Едуарду душ Сантушем. Ліссуба також підтримував президента Мобуту Сесе Секо в заїрській громадянській війні.
Період президентства Ліссуби характеризувався крайньою політичною нестабільністю. Кабінети міністрів часом змінювались щокілька місяців. Опозиційні виступи регулярно переростали в збройні сутички. Головними противниками президента Ліссуби виступав Бернар Колелас. В результаті Ліссуба сильно залежав від нестійкого альянсу з Сассу-Нгессо й КПП. При цьому слід враховувати, що конголезька політична еліта 1990-их практично цілком походила з кіл Массамба-Деба та Нгуабі, її представники були давно знайомі один з одним та мали численні особисті рахунки.
Перші перестрілки в Браззавілі стались уже восени 1992 року після рішення Ліссуби про розпуск парламенту. Влітку наступного року для придушення заворушень, які очолював Бернар Колелас під гаслами «захисту демократії», довелось застосувати армію. Столичні сутички поширились на провінцію, де набули міжплемінного забарвлення. Виникла низка племінних збройних формувань, з яких найактивнішими були «Ніндзя», що походили з баконго й підтримували Колеласа. Ненадійність армії та поліції змусила Ліссубу спиратись на власне ополчення «Кокойя». До кінця 1993 року сутички почали нагадувати громадянську війну. Загинули до трьох тисяч осіб, порядку 300 тисяч були змушені тікати. Деякі райони країни та столиці перейшли під контроль збройної опозиції, пов'язаної з організованою злочинністю.
1994 року ситуацію вдалось узяти під відносний контроль. У грудні Паскаль Ліссуба ініціював проведення в Браззавілі культурного форуму під егідою ЮНЕСКО. Офіційні представники африканських країн висловили підтримку Ліссубі. Однак уже 13 січня 1995 року Йомбі-Опанго, якого раніше було призначено на посаду прем'єр-міністра, спровокував своєю відставкою чергову урядову кризу. Його повторне призначення було пов'язано з низкою умов. Уряд інтенсифікував соціально-економічну лібералізацію. Це призвело до чергового сплеску соціальних протестів, передусім серед держслужбовців, яких звільняли.
24 грудня 1995 року було підписано договір про врегулювання між протиборчими силами. Відбулось зближення Паскаля Ліссуби з Бернаром Колеласом. В той же час ускладнились стосунки президента з Сассу-Нгессо.

### Усунення від влади
Чергові президентські вибори було призначено на липень-серпень 1997 року. В травні Сассу-Нгессо демонстративно відвідав Овандо — рідні місця Нгуабі, що контролювались Йомбі-Опанго. Відбулись сутички, загинули десять осіб. Активізувалась партійна міліція КПП «Кобри». Став очевидним намір Сассу-Нгессо провести свою передвиборчу кампанію в силовому форматі.
4 червня 1997 року уряд оголосив, що ліквідує всі іррегулярні збройні формування. Наступного дня урядові війська заблокували резиденцію Сассу-Нгессо. В Браззавілі, Овандо й інших містах почались бої між прибічниками Сассу-Нгессо («Кобри») та Ліссуби («Кокойя»). Регулярні війська та сили безпеки розкололись за племінною ознакою та вийшли з покори президенту. Посередництво Колеласа результатів не принесло. В Конго почалась громадянська війна.
Досягнуте 17 червня за посередництва президента Габону Омара Бонго перемир'я виявилось нетривалим. Сассу-Нгессо зажадав негайної відставки Ліссуби та його виїзду з країни. Під егідою КПП було створено між партійну коаліцію, яку формально очолив Колелас. Ополчення «Ніндзя» об'єдналось із «Кобрами» проти президентських «Кокойя». Президент Ліссуба опинився в політичній ізоляції.
16 вересня 1997 року в столиці Габону, Лібревілі, відбувся саміт президентів Франсафрики, присвячений ситуації в Конго. Було сформульовано пропозиції з кадрового компромісу. Однак Сассу-Нгессо вже зробив ставку на збройне захоплення влади.
Результат громадянської війни в Конго вирішила інтервенція збройних сил Анголи. Президент душ Сантуш надав пряму військову підтримку Сассу-Нгессо, своєму давньому політичному партнеру. Ангольські війська почали висаджуватись у Браззавілі в вересні 1997 року. Співвідношення сил різко змінилось на користь «Кобр» Сассу-Нгессо. 14 жовтня «Кобри» й ангольські війська захопили аеропорт Браззавіля та встановили цілковитий контроль над столицею. Наступного дня вони зайняли Пуент-Нуар. Паскаль Ліссуба залишив країну. 25 жовтня президентом Республіки Конго було проголошено Дені Сассу-Нгессо.

### Еміграція
Через Лібревіль й Уагадугу Паскаль Ліссуба перебрався до Лондона. Позиціонував себе як законний президент Конго, звинувачував президента Франції Жака Ширака в сприянні перевороту. 2004 року Ліссуба переїхав до Парижа.
1999 року Паскаля Ліссубу було заочно засуджено в Конго за «військові злочини». За два роки його також було звинувачено у «розкраданні державних коштів і зловживанні владою» й засуджено до 30 років ув'язнення. 11 грудня 2009 року його амністував конголезький парламент за пропозицією президента Сассу-Нгессо. Він отримує конголезьку пенсію як колишній президент, французьку — як професор та від ЮНЕСКО — як колишній чиновник міжнародної організації.

## Родина
Паскаль Ліссуба був двічі одружений та має 11 дітей. Його дочка Мірей керувала президентським діловодством на останньому етапі правління батька. Син Данель — відомий африканський письменник, проживає в еміграції.